# Булонь-сюр-Мер-1 (кантон)
Булонь-сюр-Мер-1 (фр. Boulogne-sur-Mer-1) — кантон во Франции, находится в регионе О-де-Франс, департамент Па-де-Кале. Входит в состав округа Булонь-сюр-Мер.

## История
Кантон образован в результате реформы 2015 года. В его состав вошли упраздненный кантон Булонь-сюр-Мер-Нор-Эст, отдельные коммуны кантонов Булонь-сюр-Мер-Нор-Уэст и  Булонь-сюр-Мер-Сюд и северная половина города Булонь-сюр-Мер.

## Состав кантона
В состав кантона входят коммуны (население по данным Национального института статистики за 2018 г.):
- Булонь-сюр-Мер (22 564 чел.) (северная половина)
- Вимиль (4 031 чел.)
- Вимрё (6 356 чел.)
- Контвиль-ле-Булонь (491 чел.)
- Ла-Капель-ле-Булонь (1 619 чел.)
- Перн-ле-Булонь (425 чел.)
- Питфо (122 чел.)

## Политика
На президентских выборах 2022 г. жители кантона отдали в 1-м туре Марин Ле Пен 29,9 % голосов против 29,7 % у Эмманюэля Макрона и 18,3 % у Жана-Люка Меланшона; во 2-м туре в кантоне победил Макрон, получивший 52,5 % голосов. (2017 год. 1 тур: Марин Ле Пен – 26,5 %, Эмманюэль Макрон – 22,5 %, Жан-Люк Меланшон – 21,4 %, Франсуа Фийон – 16,4 %; 2 тур: Макрон – 57,5 %. 2012 год. 1 тур: Франсуа Олланд — 32,3 %, Николя Саркози — 24,0 %, Марин Ле Пен — 20,9 %; 2 тур: Олланд — 56,6 %).
С 2021 года кантон в Совете департамента Па-де-Кале представляют мэр города Вимрё Жан-Клод Дюбаэль (Jean-Luc Dubaële) (Разные левые) и первый вице-мэр города Булонь-сюр-Мер Мирей Энгрес-Середа (Mireille Hingrez-Céréda) (оба — Социалистическая партия).
|                | Кандидаты                            | Партия                   | Первый тур | Первый тур     | Второй тур | Второй тур |
| Кол-во голосов | Кандидаты                            | Партия                   | % голосов  | Кол-во голосов | % голосов  |            |
| -------------- | ------------------------------------ | ------------------------ | ---------- | -------------- | ---------- | ---------- |
|                | Жан-Клод Дюбаэль Мирей Энгрес-Середа | Разные левые             | 3 516      | 48,59          | 4 958      | 70,82      |
|                | Серж Латур Северин Эчеверри          | Национальное объединение | 1 884      | 26,04          | 2 043      | 29,18      |
|                | Пьер Жено Катрин Папиль-Лефёбюр      | Левый блок – Зелёные     | 1 471      | 20,33          |            |            |
|                | Нанси Белар Ален Берто               | Непокорённая Франция     | 365        | 5,04           |            |            |

|                | Кандидаты                      | Партия                  | Первый тур | Первый тур     | Второй тур | Второй тур |
| Кол-во голосов | Кандидаты                      | Партия                  | % голосов  | Кол-во голосов | % голосов  |            |
| -------------- | ------------------------------ | ----------------------- | ---------- | -------------- | ---------- | ---------- |
|                | Клод Аллан Мирей Энгрес-Середа | Социалистическая партия | 3 540      | 31,18          | 5 823      | 54,37      |
|                | Мартин Коппен Брюно Крокелуа   | Национальный фронт      | 3 753      | 33,06          | 4 887      | 45,63      |
|                | Корали Докуа Орельян Портюэз   | Правый блок             | 2 702      | 23,80          |            |            |
|                | Клер Бланпен Дени Бюагьяр      | Разные левые            | 870        | 7,66           |            |            |
|                | Розлин Лаплас Доминик Лефевр   | Коммунистическая партия | 488        | 4,30           |            |            |